# Agrias saphira
Agrias saphira är en fjärilsart som beskrevs av Peter William Michael 1929. Agrias saphira ingår i släktet Agrias och familjen praktfjärilar. Inga underarter finns listade i Catalogue of Life.